# Cryptoblepharus keiensis
Cryptoblepharus keiensis es una especie de escincomorfos de la familia Scincidae.

## Distribución geográfica
Es endémica de las islas Kai, Banda, Ceram y Lease (Indonesia).